# Palota (Szlovákia)
Palota (szlovákul: Palota, ukránul: Palata) község Szlovákiában, az Eperjesi kerület Mezőlaborci járásában.

## Fekvése
Mezőlaborctól 10 km-re keletre, a lengyel határ mellett, a Vidranyka-patak partján fekszik.

## Története
1330-ban „Palata” néven említik először. A homonnai uradalom része volt, a 18-19. században a Csákyaké. 1556-ban nem fizetett adót. 1715-ben 9 házas és 9 ház nélküli jobbágytelke volt. 1787-ben 70 házában 498 lakos élt.
A 18. század végén Vályi András így ír róla: „PALOTA. Tót falu Zemplén Vármegyében, földes Ura Gróf Csáky Uraság, lakosai ó hitüek leginkább, fekszik Vidrányhoz egy órányira Galitzia szélén, sovány határja 2 nyomásbéli, melly kevés zabot, tatárkát, és krompélyt terem, erdője van, szőleje nints, szénából is szűkölködik, piatza Homonnán van.”
1828-ban 76 háza volt 559 lakossal.
Fényes Elek 1851-ben kiadott geográfiai szótárában így ír a faluról: „Palota, orosz falu, Zemplén vmegyében, a gallicziai határszélen: 550 g. kath., 9 zsidó lak., 1152 hold szántófölddel. F. u. gr. Csáky. Ut. p. Komarnyik.”
Borovszky Samu monográfiasorozatának Zemplén vármegyét tárgyaló része szerint: „Palota, a gácsi határszélen fekvő ruthén kisközség, 401 gör. katholikus lakossal. Házainak száma 71. Postája s vasúti állomása Vidra, legközelebbi távíróhivatala Mezőlaborcz. A homonnai uradalom tartozéka volt s az újabb korban a gróf Csákyak voltak az urai. Most XXIV. Reuss herczegnek van itt nagyobb birtoka. Gör. kath. temploma 1863-ban épült.”
1920 előtt Zemplén vármegye Mezőlaborci járásához tartozott.
1944-ben a harcok során a falu leégett.

## Népessége
| Év:            | 1994. | 2004.   | 2014.   | 2024.   |
| -------------- | ----- | ------- | ------- | ------- |
| Emberek száma: | 176   | 181     | 186     | 179     |
| Eltérés:       |       | +2,84 % | +2,76 % | -3,76 % |

| Év:            | 2023. | 2024. |
| -------------- | ----- | ----- |
| Emberek száma: | 179   | 179   |
| Eltérés:       |       | +0 %  |

1880-ban 453 lakosából 18 magyar, 47 német, 357 ruszin és 14 szlovák anyanyelvű volt.
1890-ben 445 lakosából 9 magyar, 41 német, 369 ruszin és 10 szlovák anyanyelvű volt.
1900-ban 401 lakosából 25 magyar, 32 német, 340 ruszin és 4 szlovák anyanyelvű volt.
1910-ben 413 lakosából 22 magyar, 13 német, 346 ruszin és 28 szlovák anyanyelvű volt.
1921-ben 382 lakosából 3 magyar, 18 zsidó, 307 orosz, 27 csehszlovák, 3 egyéb nemzetiségű és 24 állampolgárság nélküli volt.
1930-ban 415 lakosából 3 magyar, 306 ruszin, 26 csehszlovák és 80 állampolgárság nélküli volt.
1970-ben 301 lakosából 76 szlovák és 225 ukrán volt.
1980-ban 200 lakosából 98 szlovák és 101 ukrán volt.
1991-ben 180 lakosából 61 szlovák, 21 ukrán, 58 ruszin, 39 cigány és 1 cseh volt. 
2001-ben 183 lakosából 90 szlovák, 64 ruszin, 25 cigány, 4 ukrán volt.
2011-ben 185 lakosából 94 ruszin, 43 szlovák, 39 cigány, 3 ukrán és 6 ismeretlen nemzetiségű.

## Nevezetességei
Ortodox temploma 1862-ben épült neoklasszicista stílusban.